# Kératine

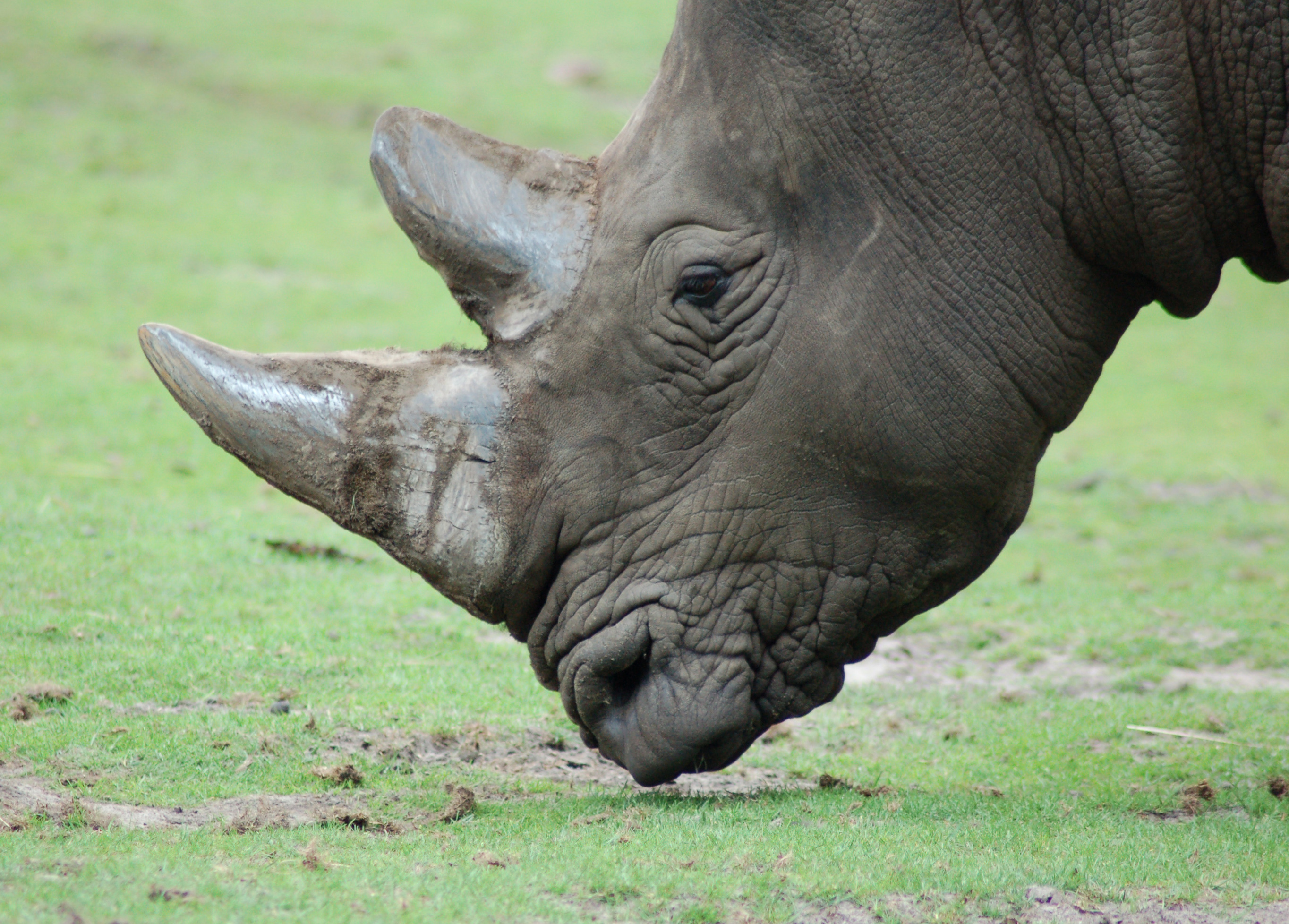
Les cornes des rhinocéros (un mammifère), comme leur peau, sont en grande partie constituées de kératine.

La bouche d'une lamproie (un cyclostome) est munie de « dents » cornées formées de kératine.

La kératine est une famille de protéines, synthétisée et utilisée par de nombreux êtres vivants comme élément de structure, et également l'exemple-type de protéine fibreuse. C'est le constituant principal des phanères (poils, plumes, cornes, ongles, becs de nombreux vertébrés). Le cheveu est composé à 95 % de cette kératine qui le protège contre les UV, l’eau de mer et d’autres facteurs extérieurs qui l’agressent.

## Étymologie
Le radical du mot kératine correspond au grec ancien κέρας / kéras, au génitif κέρατος / kératos, « corne ».

## Description
La kératine est insoluble dans l'eau et les solvants organiques, et sa présence dans l'épiderme de certains animaux, notamment les mammifères, leur garantit une peau imperméable. Parfois, lors d'une friction trop importante, la kératine se développe à la surface de la peau, formant une callosité (épithélium malpighien kératinisé). Les cellules qui produisent la kératine meurent et sont remplacées continuellement.
La molécule de kératine est hélicoïdale et fibreuse ; elle s'enroule autour d'autres molécules de kératine pour former des filaments intermédiaires. Ces protéines contiennent un taux élevé d'acides aminés soufrés, principalement la cystéine, qui forment des ponts disulfure entre les molécules, conférant sa rigidité à l'ensemble. La chevelure humaine est constituée à 14 % de cystéine.
Il y a deux principales formes de kératines : la kératine α, présente chez les vertébrés (mammifères notamment, dont l'être humain), et la kératine β, que l'on retrouve chez les reptiles et les oiseaux mais également chez les mammifères. Ces deux types de kératines ne présentent clairement pas d'homologie de séquence. La kératine β est plus résistante que la kératine α.
Chez les mammifères, on distingue encore deux familles au sein des kératines α : les kératines épithéliales ou cytokératines, et les kératines qui forment les poils et cheveux, appelées exokératines. On peut encore diviser chacune de ces kératines dans les cytokératines de type I et exokératines de type I (acides) ou dans les cytokératines de type II et exokératines de type II (basiques à neutres).
Les ongles et les poils, chez les primates, sont faits de kératine.

## Kératogénèse
C’est le processus de la formation de la kératine 
La kératinisation ou kératogénèse de l'épiderme est un processus de différenciation et de migration des kératinocytes aboutissant à la formation des cellules cornées.

## Kératine fossile
L'application de techniques récentes de spectrométrie (telles que la spectroscopie de rayons X à dispersion d'énergie ou la spectrométrie photoélectronique X) permettant de détecter la présence de kératine à l'état fossile, sous la forme de résidus soufrés.

Dans les années 2010, les chercheurs classent définitivement les conodontes dans le phylum des vertébrés en se basant sur la présence d'ailerons, de rayons au niveau des nageoires, de muscles en forme de chevrons et d'une chorde. Certains chercheurs les considèrent comme similaires en apparence aux cyclostomes (groupe auquel appartiennent les myxines et lamproies modernes), bien que l'analyse phylogénétique classique suggère qu'ils sont très éloignés de ces groupes. L'utilisation du marqueur de la kératine fossile conduit à l'inverse à les mettre à la base du groupe des cyclostomes.

## Kératine humaine
Chez l'être humain, la kératine est produite par les kératinocytes, cellules se trouvant dans la couche profonde de l'épiderme. Les kératinocytes absorbent la mélanine, pigment produit par les mélanocytes, se colorent et ainsi cette pigmentation de l'épiderme permet de protéger les kératinocytes des rayons ultraviolets du Soleil.
La composition de la kératine humaine est variable mais est en moyenne composée comme suit :
- carbone (C) 50 % ;
- oxygène (O) 22 % ;
- azote (N) 17 % ;
- hydrogène (H) 6 % ;
- soufre (S) 5 %.

## Dégradation
La dégradation biotique de la kératine peut être effectuée par les organismes décomposeurs possédant des enzymes kératolytiques. C'est le cas par exemple du champignon Neoscytalidium dimidiatum (en).
Certains insectes, comme les mites, ont la capacité de digérer la kératine. Ils sont dits kératophages.
En tant que protéine, la kératine est soumise au facteur abiotique de la température. Cependant, sa dégradation n'est significative que pour une température de plus de 170 °C. La réaction produit alors des composés comme des pyrroles, des pyridines, des amides, des sulfures, des thiols, des thiazoles et des thiophènes. Ces composés sont issus de la destruction des acides aminés composant la kératine.